# 施昱
施昱（？年—？年），字子貞，浙江湖州府归安县人，雲南廣南衛（今屬昆明）軍籍，明朝政治人物。

## 生平
正德十四年（1519年），施昱高中己卯科雲貴鄉試解元。嘉靖五年（1526年）登丙戌科進士。歷刑部員外郎，出爲直隸大名府同知。嘉靖二十九年（1550年）陞湖廣按察司僉事。湖廣按察司僉事。嘉靖三十年（1551年）陞光祿寺少卿。卒於官。

## 著作
有《礼经疑问》，藏于家。

## 家族
曾孫施堯中，萬曆戊午雲南解元，曾孫施尧化，萬曆進士。